# جون هايز (لاعب كرة قاعدة)
جون هايز (بالإنجليزية: John Hayes)‏ هو لاعب كرة قاعدة أمريكي، ولد في 1855 في نيويورك في الولايات المتحدة، وتوفي في 25 مايو 1904 في نيويورك في الولايات المتحدة.